# Баракуда
Баракуда, також сфірена, або морська щука (Sphyraena) — рід великих хижих риб, єдиний у родині Баракудових (Sphyraenidae).
Усі представники родини — це кровожерні хижаки, а їхні харчові вподобання залежать від місця існування і розмірів. Баракуди полюють на лавраків, морських півників, лящів, ставрид, анчоусів, сардин і навіть молодих особин свого виду. Зазвичай баракуди атакують свою жертву блискавично, міцно хапаючи її гострими зубами. У баракуд прекрасний зір, тому вони чудово плавають у каламутній воді, де, як правило, бачать краще, ніж їхня потенційна здобич. Під час спільного полювання баракуди атакують рибу, що плаває косяками. Баракуда, досягнувши значних розмірів, може поїдати отруйних голкобрюхів. Ймовірно, в її м'язах накопичуються токсини м'яса цих риб, тому м'ясо великих баракуд небезпечне. Нерідко отруєння їхнім м'ясом приводить до летального результату. Велика баракуда часто нападає на людей, що купаються. Буває, що ці випадки приписують акулам.
Довге, струнке тіло дозволяє баракуді миттєво атакувати здобич.

## Види
Рід містить 27 видів:
- Sphyraena acutipinnis Day, 1876.
- Sphyraena afra Peters, 1844.
- Sphyraena argentea Girard, 1854.
- Sphyraena barracuda (Edwards in Catesby, 1771) — Баракуда велика
- Sphyraena borealis DeKay, 1842.
- Sphyraena chrysotaenia Klunzinger, 1884.
- Sphyraena ensis Jordan & Gilbert, 1882.
- Sphyraena flavicauda Rüppell, 1838.
- Sphyraena forsteri Cuvier, 1829.
- Sphyraena guachancho Cuvier, 1829.
- Sphyraena helleri Jenkins, 1901.
- Sphyraena iburiensis Doiuchi & Nakabo, 2005.
- Sphyraena idiastes Heller & Snodgrass, 1903.
- Sphyraena intermedia Pastore, 2009[1]
- Sphyraena japonica Cuvier, 1829 — Баракуда японська
- Sphyraena jello Cuvier, 1829 — Баракуда смугаста
- Sphyraena lucasana Gill, 1863.
- Sphyraena novaehollandiae Günther, 1860.
- Sphyraena obtusata Cuvier, 1829 — Баракуда тупорила
- Sphyraena picudilla Poey, 1860.
- Sphyraena pinguis Günther, 1874 — Баракуда червона
- Sphyraena putnamae Jordan & Seale, 1905.
- Sphyraena qenie Klunzinger, 1870.
- Sphyraena sphyraena (Linnaeus, 1758) — Баракуда європейська
- Sphyraena tome Fowler, 1903.
- Sphyraena viridensis Cuvier, 1829.
- Sphyraena waitii Ogilby, 1908.